# Нью-Йоркська група
Нью-Йоркська група (НЙГ) (англ. The New York Group) — неформальне об'єднання 12 українських поетів та прозаїків еміграції, що існувало з 1950-х по 1990-ті роки в Нью-Йорку. До НЙГ входили Богдан Бойчук, Юрій Тарнавський, Богдан Рубчак, Женя Васильківська, Емма Андієвська, Патриція Килина, Віра Вовк, Роман Бабовал, Юрій Коломиєць, Олег Коверко, Марко Царинник, та Марія Ревакович. Зачинателями спілки були Богдан Бойчук та Юрій Тарнавський — всі решта приєдналися до неї вже згодом.
Об'єднання НЙГ видавало власний щорічний літературний часопис під назвою «Нові поезії» (англ. New Poetry, 1959–1971). Коли часопис створювався у 1959 році графічне оформлення для нього здійснив український художник-неокубіст Юрій Соловій, а загальний логотип НЙГ у вигляді міфічного ключа запропонував на головну сторінку видання український еміграційний митець Богдан Певний.
Твори членів угрупування написані в стилі модерн і мали інтелектуальний та певною мірою елітарний характер. Члени групи зосереджувались на естетичній вартості своїх творів і свідомо уникали суспільних та політичних тем у своїй творчості, реагуючи цим на попередню завелику політизованість української літератури за кордоном та в СРСР. НЙГ відрізнялася від європейських літературних угрупувань авангардних літераторів тим, що не видавала маніфестів та не мала власної літературної програми. Члени об'єднання мали дуже різні стилі, погляди та навіть географічне розташування — не всі члени групи проживали в Нью-Йорку.
Деякі літературознавці співвідносять поетичну творчість письменників Нью-Йоркської Групу із творчістю українських поетів-шістдесятників, тож їх можна класифікувати як шістдесятники-поети у засланні.

## Історія

Логотип Видавництва Нью-Йоркської групи

Згідно зі свідченнями Богдана Бойчука, процеси, які згодом призвели до створення групи почалися 1953 року за участі самого Бойчука та Юрія Тарнавського. Згодом до групи долучилися Богдан Рубчак та Женя Васильківська (1955), Емма Андієвська та Патриція Килина (1957), а також Віра Вовк (1959).
Умовною датою заснування та датою найменування групи Нью-Йоркською вважається 21 грудня 1958 року. В цей день в італійській кав'ярні «Пікок» (Павич) на Вест-стріт 4, біля парку Вашингтона в Нью-Йорку Патриція Килина, Богдан Бойчук та Юрій Тарнавський надали групі назву та вирішили видавати щорічний журнал «Нові поезії». Деякі з членів Нью-Йоркської групи мали власні публікації до заснування об'єднання (Емма Андієвська, 1951).
Склад групи змінювався. Женя Васильківська вийшла з групи в кінці 1960-х, Емма Андієвська в 1967 році, Патриція Килина в 1973 році. Натомість до групи приєдналися поети молодшого покоління: Роман Бабовал, Юрій Коломиєць, Олег Коверко, Марко Царинник. Останньою прийшла до групи Марія Ревакович. 
Деякі дослідники а також самі члени НЙГ у своїх споминах згадували декількох митців не-письменників, переважно малярів, як дотичних до НЙГ; зокрема так згадують малярку Аркадію Оленську, художника та есеїста Юрія Соловія, малярку Ярославу Ґеруляк, художника Богдана Певного, художника Любослава Гуцалюка, та перекладача з іспанської та інших романських мов на українську Вольфрама Бурґгардта.
Незважаючи на політичні обставини, між українськими радянськими письменниками та членами Нью-Йоркської групи існували контакти. Віра Вовк тричі відвідувала Україну в 1960-ті роки. Подібно до абстрагованих від соціальних та політичних проблем творів авторів Нью-Йоркської групи подібні тенденції з'явилися в поетів Київської школи та сучасних українських авторів.
Де факто група зникла наприкінці 1990-их, переважно через похилий вік та смерть більшості членів групи.

## Публікації
Члени Нью-Йоркської групи друкували свої твори в літературному додатку до української діаспорної газети США Свобода, та в українських діаспорних літературних журналах Horisons / Горизонти, Овид / Horizon, Українська літературна газета, Нові дні, Сучасність тощо. Представники групи також заснували власний щорічний журнал Нові поезії (редакторами були Богдан Бойчук та Юрій Тарнавський), який виходив у 1959–1971 роках. Всього було видано 13 номерів. Крім власних творів в журналі публікували поетів старшого покоління, яких цінували в групі (Василь Барка, Вадим Лесич) та переклади творів поетів-класиків модернізму. У «Видавництві Нью-Йоркської групи» виходили окремі збірки та книги, останньою з яких стали дві поетичні збірки Марії Ревакович: «З мішка мандрівника» виданої у 1987 році та «Шепотіння, шепотіння», виданої у 1989 році.
Останнім видавничим проектом НЙГ став журнал «Світо-Вид», який видався з 1990 до 1999 року НГЙ разом з київським осередком Спілки письменників України та Спілки театральних діячів України. Ключову редакторську функцію у журналі виокрували два НЙГиста: Марія Ревакович та Богдан Бойчук.

## Перекладацька діяльність
У виборі творів для перекладу члени Нью-Йоркської групи виділяли твори класиків модернізму і тих, хто писав у новаторській поетичній формі (Езра Павнд, Семюел Бекет, Е. Е. Каммінгс, Ділан Томас, Жак Превер, Пабло Неруда, Лотреамон, Мігель де Унамуно, Сен-Жон Перс, Гарт Крейн, Георг Тракль, Поль Елюар, Пауль Целан), а також модерністів, які до того не були доступні українською: Федеріко Гарсіа Лорка, Пабло Неруда, Еухеніо Флорит, Сесар Вальєхо, Карлос Друмонд де Андраде, Хорхе Каррера Андраде, Вісенте Алейксандре, Жоржі де Ліма, Мануел Бандейра, Артуро ді Азеведу, Хуан Рамон Хіменес, Мігель Ернандес, Антоніо Мачадо.
Окрім перекладу іншомовних поетів українською мовою, члени НЙГ також брали участь у літературній критиці українських перекладів інших перекладачів. Найвідомішою перекладацько-літературознавчою полемікою перекладачів НЙГ та перекладачів з материкової України був конфлікт між Юрієм Тарнавським та Миколою Лукашем каталізатором якої стала публікація Тарнавським у 1969 році статті під назвою «Під тихими оливами, або Вареники замість гітар» в українському еміґраційному літературному часописі «Сучасність», де методи перекладу Лукашем збірки «Лірика» Федеріко Гарсії Лорки з іспанської на українську мову та збірки «Декамерон» Джованні Бокаччо з італійської на українську мову, були піддані нищівній критиці з боку Тарнавського.

## Антології письменниківНЙГ
Антології виключно з письменниками НЙГ
- Поети Нью-Йоркської групи. Антологія. Упорядники Олександр Астаф'єв, Анатолій Дністровий. Харків: Ранок, 2003. 285 стор. ISBN 9789666798698
  - (2-ге видання) Поети Нью-Йоркської групи. Антологія. Упорядники Олександр Астаф'єв, Анатолій Дністровий. Харків: Ранок, 2009. 256 стор. ISBN 9789666728275 (Українська муза №6)
- Півстоліття напівтиші: Антологія поезії Нью-Йоркської групи. Упор. Марія Ревакович. Київ: Факт, 2005. 372 стор. ISBN 9789663590097[23]
- Нью-Йоркська група: Антологія поезії, прози та есеїстики. Упор. Марія Ревакович, Василь Ґабор. Львів: Піраміда. 2012. 397 стор. ISBN 9789664412633

Антології, де представлені письменники НЙГ
- V // Координати. Антологія сучасної української поезії на заході У 2 томах: Т. 2. Упорядники: Богдан Бойчук, Богдан Рубчак; переднє слово: Іван Фізер; обкладинка: Л. Гуцалюк. Мюнхен: Сучасність. 1969. 363 стор. (Т. 1), 486 стор.: С. 307-450 (Т. 2) (Т. 1 pdf, Т. 2 pdf)
- I Частина // Поза традиції: антологія української модерної поезії в діяспорі. Упорядник: Богдан Бойчук; відп. ред.: І. Макарик. Київ; Торонто; Едмонтон; Оттава: КІУС. 1993. 473 стор.: С. 8—314 (дзеркало: archive.org)
- Антологія. Частина 2 // Антологія української поезії XX століття: від Тичини до Жадана. Упорядник: Іван Малкович. Київ: А-БА-БА-ГА-ЛА-МА-ГА, 2018. 2011 стор. ISBN 978-617-585-116-6 (4 вид.) (Українська Поетична Антологія).

## У популярній культурі
Кінематограф
Навесні 2016 року у Вроцлаві відбулася прем'єра повнометражного документального фільму про Нью-Йоркську групу кінорежисера Олександра Фразе-Фразенка «Акваріум в морі. У фільмі взяли участь майже всі ще живі учасники НЙГ, а також українські поети вісімдесятники Василь Махно, Юрій Андрухович та Віктор Неборак, композитор Леонід Грабовський, професор літератури Гарвардського університету Григорій Грабович та інші. Американська та українська прем'єри відбулися восени того ж року. На американську прем'єру прибули учасники НЙГ Юрій Тарнавський, Богдан Бойчук, Богдан Рубчак, Женя Васильківська та Олег Коверко, що стало їхньою першою спільною зустріччю за останні 60 років. Українська прем'єра відбулася в межах фестивалю «Велике повернення Нью-Йоркської групи».
Згодом у січні 2017 року в книжному форматі вийшов англомовний переклад сценарію Олександра Фразе-Фразенка до фільму під назвою «An Aquarium in the Sea. The Complete Script».
Поезія
У 2004 році у збірці «38 віршів про Нью-Йорк та дещо інше» (Київ: Критика, 2004) Василь Махно розмісти вірш «Нью-Йоркська група» присвячений НЙГ.